# イツハク・ヘルツォグ
イツハク・“ブジー”・ヘルツォグ（ヘブライ語: יצחק "בוז׳י" הרצוג, ラテン文字転写: Yitskhak "Buzhi" Hertsog, 1960年9月22日 - ）は、イスラエルの政治家、弁護士である。現在、同国大統領（第11代）。労働社会福祉相（第24代）、ディアスポラ・社会・反ユダヤ主義との闘い担当相（第3代）、観光相（第14代）、住宅建設相（第18代）、クネセト議員（5期）、労働党党首（第14代）を歴任した。 

## 人物

### 青年期
テルアビブで生まれる。父ハイムがイスラエルの国連大使を務めたとき、ニューヨークに移住しラマズ学校に通う。高校在学中にコーネル大学とニューヨーク大学で教育を受けた。
1978年末にイスラエルに戻ると、イスラエル国防軍に入隊し、イスラエル参謀本部諜報局（アマーン）所管の8200部隊で主要将校を務めた。
除隊後、テルアビブ大学で法律を学び、父親が設立された法律事務所「ヘルツォーク、フォックス&ネエマン」に就職した。

### 政界へ
1999年のクネセト総選挙に労働党から出馬するも落選後、エフード・バラック内閣で政府高官として参画する。2000年から2003年までイスラエル麻薬対策局の局長を務めた。
2003年の総選挙で再び労働党から出馬し初当選。2005年、労働党はアリエル・シャロン率いる右派リクードと連立政権樹立で合意、住宅建設相として初入閣した。しかし、同年11月23日、労働党の連立離脱方針により、党所属の閣僚とともに辞任した。
2006年の総選挙では、党内の予備選挙で名簿2位となり、再選した。労働党はエフード・オルメルト率いる中道カディマと連立政権を樹立し、観光相として2度目の入閣。翌年には労働社会福祉相と、ディアスポラ・社会・反ユダヤ主義との闘い担当相を兼務の上、3度目の入閣を果たした。
2009年1月、パレスチナ自治区のガザ地区における人道支援に対する調整担当を拝命する。同年2月の総選挙後にリクード率いるベンヤミン・ネタニヤフの政権に労働社会福祉相として再任される。
2011年1月、労働党の連立政権離脱に伴い閣僚を辞任。
2021年7月7日に大統領就任。第二次世界大戦後ならびにイスラエル建国後に生まれた初めての大統領である。
2023年10月11日、2023年パレスチナ・イスラエル戦争について、ITV (イギリス)記者より「200万人を超えるガザの民間人の被害を軽減するために何ができるか。その多くはハマースと無関係だが」と質問を受けた。ヘルツォグは「我々は、国際法にのっとって軍事活動を行っていると強調したい。（しかし）責任を負うのは国民全体だ。民間人は気づいていない、関与していないという修辞は真実ではない。絶対に真実ではない。彼らは立ち上がることもできたし、クーデターでガザを乗っ取った邪悪な（ハマース）政権と戦うこともできただろう」「しかし、我々は戦争をしているのであり、故郷を守っているのであり、それが真実であり、国家が故郷を守るときは戦うのであり、我々は彼らの背骨を折るまで戦うだろう」と主張した。12月29日、南アフリカがイスラエルを、ジェノサイド条約違反の被疑で国際司法裁判所に提訴した。南アフリカは、ジェノサイドの意図の証拠の一つとして、ヘルツォグの発言を提出した。

## 親族
父親はリトアニア系ユダヤ人で、第6代大統領のハイム・ヘルツォーク。

## ギャラリー
- ギリシャのカテリナ・サケラロプル大統領と（2022年2月24日）
- 妻のミハル・ヘルツォグと（2022年9月18日）
- ロベルタ・メツォラ欧州議会議長と（2023年1月26日）